# ギャビ・ガルシア
ギャビ・ガルシア（Gabi Garcia、1985年11月17日 - ）は、ブラジルの女性総合格闘家、柔術家。リオグランデ・ド・スル州ポルト・アレグレ出身。キングスMMA/TEAM ALLIANCE所属。ブラジリアン柔術黒帯。ガビ・ガルシアとも。

## 来歴
ファビオ・グージェウに師事してブラジリアン柔術の指導を受け、世界柔術選手権で9回優勝、アブダビコンバットで3回優勝を果たす。2013年の世界柔術選手権で全米アンチドーピング機関（USADA）が行ったドーピング検査によってクロミフェンの陽性反応を示し、同選手権の結果が失格に変更された。失格処分にはなったものの、出場停止等の処分が科せられなかったのは、クロミフェンは女性に対してはドーピング効果があまりないのではとみなされており（ゴナドトロピンなど男性のみが禁止対象の薬物もある）、全米アンチドーピング機関は過去にもクロミフェンが検出された女性アスリートには軽目の処分を下している。
2024年７月27日、『B-Team Jiu Jitsu』のyoutubeで昔からステロイドを使用していたと告白。「本当に?」と驚いた司会者に対し「使ってたわよ、いつもじゃないけど。試合の時にはやめてた。だって捕まるのがわかっていたからね」と語った。 

### 総合格闘技
2015年12月31日、RIZIN FIGHTING WORLD GRAND-PRIX 2015 さいたま3DAYSで総合格闘技デビューをし、レイディー・タパにバックハンドブローからのパウンドでTKO勝利を収めた。
2016年4月17日、RIZIN.1でアンナ・マリューコヴァと対戦し腕ひしぎ十字固めで一本勝ちを収めた。
2016年9月25日、RIZIN FIGHTING WORLD GRAND-PRIX 2016 無差別級トーナメント 開幕戦でデスティニー・ヤーブローと対戦しV1アームロックで一本勝ちを収めた。
2016年12月31日、RIZIN FIGHTING WORLD GRAND-PRIX 2016 無差別級トーナメント FINAL ROUNDで堀田祐美子と対戦しパウンドでTKO勝利を収めた。
2017年12月29日に予定されていたRIZIN FIGHTING WORLD GRAND-PRIX 2017 2nd ROUNDでの神取忍との試合は、契約体重の95kgを12.7kgもオーバーしたため、中止となった。神取は試合の実現を叫んだが、統括本部長を務めた高田延彦は「現状ではやらせるわけにはいかない限界点に来ています。非常に危険も伴います」と見解を示した。関係者への聞き取り調査により、怠慢による体重オーバーではないことが確認されたため、試合中止に伴うペナルティーなどは課されない方向であった。
2018年5月12日、北京で行われたROAD FC47でヴェロニカ・フーチナ（ロシア）に1R裸絞で勝利。
2018年12月31日、RIZIN.14でバーバラ・ネポムセーノと対戦し、アームロックで一本勝ち。

## 戦績

### 総合格闘技
| 総合格闘技 戦績 | 総合格闘技 戦績 | 総合格闘技 戦績 | 総合格闘技 戦績 | 総合格闘技 戦績 | 総合格闘技 戦績 | 総合格闘技 戦績 |
| --------------- | --------------- | --------------- | --------------- | --------------- | --------------- | --------------- |
| 7 試合          | (T)KO           | 一本            | 判定            | その他          | 引き分け        | 無効試合        |
| 6 勝            | 2               | 4               | 0               | 0               | 0               | 1               |
| 0 敗            | 0               | 0               | 0               | 0               | 0               | 1               |

| 勝敗 | 対戦相手                 | 試合結果                             | 大会名                                                                | 開催年月日     |
| ○    | バーバラ・ネポムセーノ   | 1R 2:35 アームロック                 | RIZIN.14                                                              | 2018年12月31日 |
| ○    | ヴェロニカ・フーチナ     | 1R 3:50 裸絞                         | ROAD FC47                                                             | 2018年5月12日  |
| －   | オクサナ・ガグロエヴァ   | 1R 0:16 無効試合（アイポーク）       | RIZIN FIGHTING WORLD GRAND-PRIX 2017 1st ROUND -夏の陣-               | 2017年7月30日  |
| ○    | 堀田祐美子               | 1R 0:41 TKO（パウンド）              | RIZIN FIGHTING WORLD GRAND-PRIX 2016 無差別級トーナメント FINAL ROUND | 2016年12月31日 |
| ○    | デスティニー・ヤーブロー | 1R 2:42 V1アームロック               | RIZIN FIGHTING WORLD GRAND-PRIX 2016 無差別級トーナメント 開幕戦      | 2016年9月25日  |
| ○    | アンナ・マリューコヴァ   | 2R 2:04 腕ひしぎ十字固め             | RIZIN.1                                                               | 2016年4月17日  |
| ○    | レイディー・タパ         | 1R 2:36 TKO（バックブロー→パウンド） | RIZIN FIGHTING WORLD GRAND-PRIX 2015 さいたま3DAYS                    | 2015年12月31日 |

### キックボクシング
| キックボクシング 戦績 | キックボクシング 戦績 | キックボクシング 戦績 | キックボクシング 戦績 | キックボクシング 戦績 | キックボクシング 戦績 | キックボクシング 戦績 |
| --------------------- | --------------------- | --------------------- | --------------------- | --------------------- | --------------------- | --------------------- |
| 1 試合                | (T)KO                 | 判定                  | その他                | 引き分け              | 無効試合              |                       |
| 0 勝                  | 0                     | 0                     | 0                     | 0                     | 1                     |                       |
| 0 敗                  | 0                     | 0                     | 0                     | 0                     | 1                     |                       |

| 勝敗 | 対戦相手   | 試合結果                               | 大会名                       | 開催年月日   |
| －   | 薮下めぐみ | 1R 1:19 ノーコンテスト（偶発的な反則） | SHOOT BOXING Girls S-cup2017 | 2017年7月7日 |